# Kasteel van Blois
Het Kasteel van Blois (Frans: Château de Blois) ligt in de stad Blois in de Loire-streek langs de rivier de Loire, niet ver van Orléans, in het midden van Frankrijk in het departement Loir-et-Cher in de regio Centre-Val de Loire.
Het renaissancekasteel is het gehele jaar te bezoeken. 's Zomers wordt op de Place du Château 's avonds een film vertoond over de geschiedenis van het kasteel.
Het kasteel is van oorsprong een 13e-eeuwse burcht van de graven van Blois (uit die periode bleef de zaal van de vergadering van de Staten-Generaal bewaard). Koning Lodewijk XII liet hier aan het einde van de 15e eeuw een nieuw kasteel oprichten in Italiaanse renaissancestijl, met (nu verdwenen) Napolitaanse tuinen. Koning Frans I vormde het kasteel in het begin van de 16e eeuw om tot een meesterwerk van Franse renaissancekunst, door een vleugel bij te bouwen met daarin de wereldberoemde open wenteltrap en de "gevel met de loges". Ook Hendrik III van Frankrijk heeft hier gewoond.
Het kasteel bestaat o.a. uit:
- Lodewijk XII-vleugel met het Musée des Beaux-Arts met 16e- en 17e-eeuwse schilderkunst. In het hoofdportaal staat het ruiterstandbeeld van Lodewijk XII
- Frans I-vleugel
- Karel van Orléans-galerij (15e eeuw)
- Salle d'Honneur op de eerste etage
- Statenzaal (vergaderruimte)
- Chapelle St-Calais (kapel)
- Gaston van Orléans-vleugel gebouwd door François Mansart
- Tour du Foix

## Geschiedenis

### Middeleeuwen

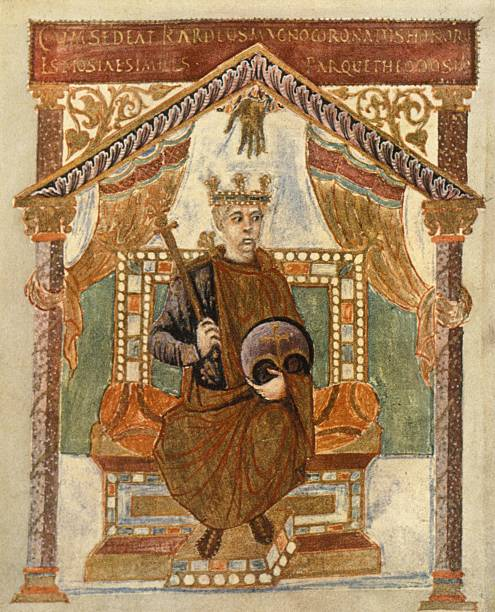
Karel de Kale maakte in 854 de aanval van de Vikingen mee

Tijdens het tijdperk van Karel de Kale in 854 werd het Blisum castrum of kasteel van Blois, gelegen aan de oevers van de Loire, aangevallen door de Vikingen. De heropgebouwde vesting bevond zich in het hartje van de regio. De meesters waren de graven van Blois, machtige feodale heersers uit de 10e en 11e eeuw. Hun bezittingen strekten zich uit over de regio's Blois en Chartres en de Champagnestreek. De eerste vesting, meer bepaald de “grosse tour”, werd gebouwd door Thibaud de Bedrieger in de 10e eeuw. Rond 1080 toonde Thibaud III gerechtigheid in “de vesting van Blois, het hof, achter het paleis, bij de toren en op het bloemenperk gelegen tussen de stookkamers van het paleis”. Op het einde van de 12e eeuw werd op het voorplein de kapittelkerk Saint-Sauveur gebouwd. In de 13e eeuw werd het kasteel herbouwd door de Bourgondische familie Châtillon. De kroniekschrijver Jean Froissart beschreef het als “mooi en groot, sterk en royaal, een van de mooiste van het Franse koninkrijk”. De laatste nakomeling van de familie de Châtillon, de Gwijde II van Blois-Châtillon verkocht in 1392 Blois aan Lodewijk I van Orléans, broer van Karel VI. Hij werd er eigenaar van in 1397, toen Gwijde II van Blois stierf. Lodewijk I van Orléans werd in 1407 in Parijs vermoord in opdracht van Jan zonder Vrees, hertog van Bourgondië. Lodewijks weduwe, Valentina Visconti, ging in Blois wonen waar ze stierf, nadat ze in de muur van de kastelen het volgende gekerfd had:

“Rien ne m’est plus et plus ne m’est rien.”

In 1429 werd Jeanne d'Arc, voor haar vertrek naar het Beleg van Orléans, gezegend in de kapel van het kasteel door Renault de Chartres, aartsbisschop van Reims. De zoon van Lodewijk I van Orléans, Karel van Orléans, werd gevangengenomen door de Engelsen in de slag bij Agincourt. Bij zijn terugkeer in 1440 na zijn gijzeling van 25 jaar in Engeland, maakte hij van het kasteel van Blois een cultureel centrum: hij introduceerde er een poëziewedstrijd, waarin François Villon uitblonk met zijn Ballade du concours de Blois. Hij ging ook van start met de afbraak van verscheidene delen van het oude kasteel om het bewoonbaarder te maken. Van de vesting uit deze periode resteren in het hedendaagse kasteel nog enkel de 13e-eeuwse grote zaal en de cilindervormige/staafvormige Tour Du Foix.

### Renaissance

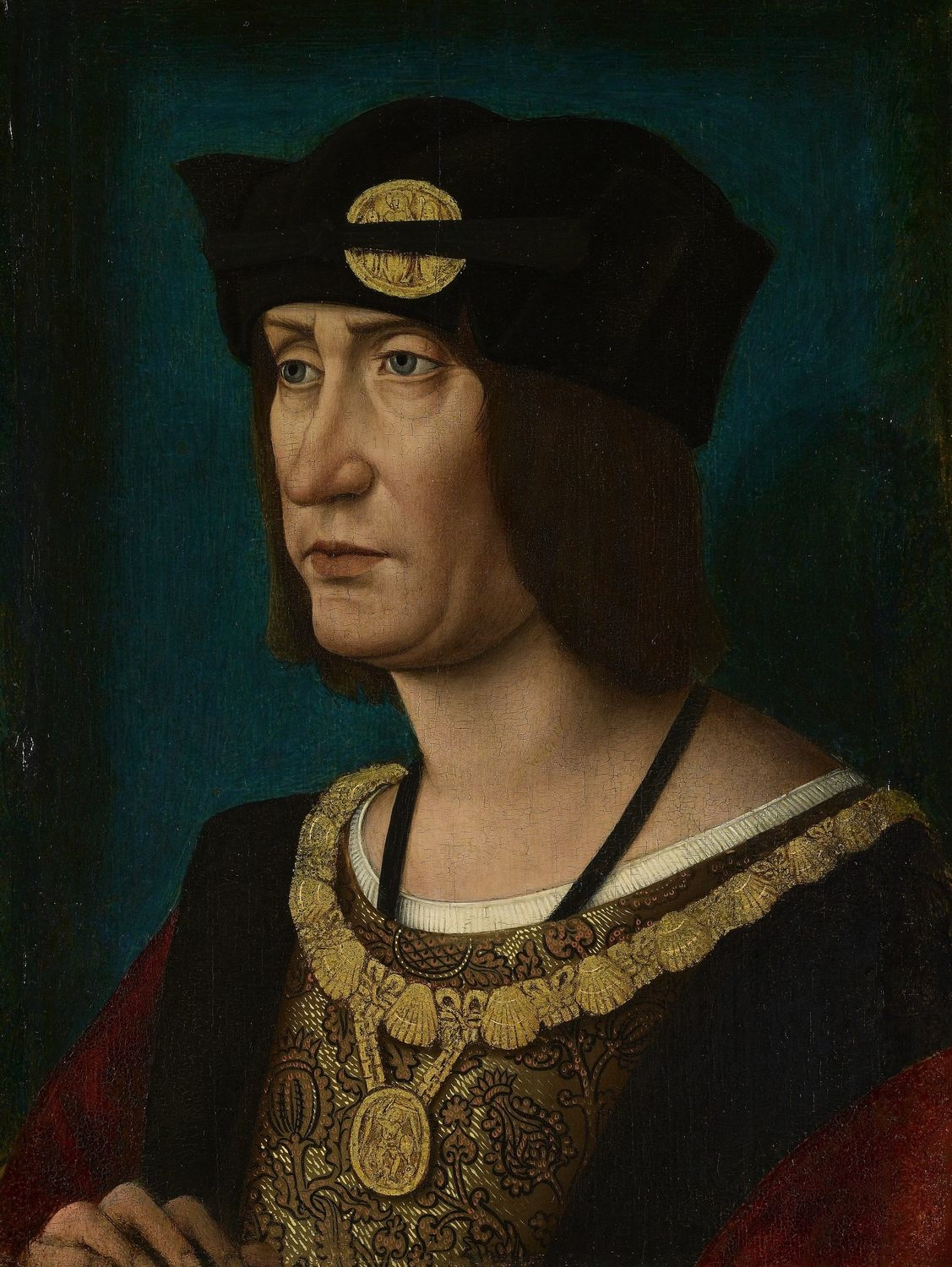
Lodewijk XII liet een vleugel bijbouwen

Op 27 juni 1462 werd Lodewijk, zoon van Karel van Orléans, geboren in het kasteel van Blois. Hij werd koning van Frankrijk onder de naam Lodewijk XII. Het middeleeuwse kasteel van de graven van Blois werd de vaste koninklijke residentie van Lodewijk, waardoor het Kasteel van Amboise deze titel verloor. In het begin van de jaren 1500 (tussen 1498 en 1503), begon Lodewijk XII samen met Anna van Bretagne (zijn vrouw sinds 1499) aan een reconstructie van het kasteel in laatgotische stijl en aan een renaissancetuin, die ondertussen verdwenen is. De reconstructie was er een zonder verstevigingen, gebouwd onder leiding van de architecten Colin Biart en Jacques Sourdeau (die later ook werkten aan de bouw van de Frans I-vleugel). Ook bouwde Lodewijk XII de kapel van Saint-Calais. De kroniekschrijver Jean d’Auton zou later zeggen: “alles zo nieuw en weelderig als het werk van de koning”.
Als winterverblijf van Lodewijk XII werd het kasteel van Blois dé plaats voor een aantal diplomatieke ontmoetingen: het huwelijk van Cesare Borgia in 1499; het onthaal van aartshertog Filips van Oostenrijk in 1501; de bruiloft van Willem IX, markies van Montferrato, en Anne, de dochter van René van Alençon in 1508; de verloving van Margaretha van Angoulême met hertog Karel IV van Alençon in 1509; het verblijf van Machiavelli in 1501 en 1510. Anna van Bretagne stierf in het kasteel op 9 januari 1514. Haar begrafenisplechtigheid ging door in de collegiale kerk Saint-Sauveur, dicht bij het kasteel. Claude van Frankrijk, dochter van Lodewijk XII en Anna van Bretagne, huwde in 1514 met haar neef Frans I van Angoulême. Hij was de achterkleinzoon van Lodewijk van Orléans. Hij besteeg de troon in 1515. Claude van Frankrijk die eerst de bedoeling had om het kasteel van Blois te verlaten, renoveerde uiteindelijk het kasteel om het hof te installeren. Datzelfde jaar begon Frans I met de bouw van een nieuwe vleugel in renaissancestijl. Hij begon er een van de grootste boekencollecties van dat tijdperk. De werkzaamheden werden geleid door de Italiaanse architect Domenico da Cortona, die de monumentale trap ontwierp. Na de dood van zijn vrouw in het kasteel in 1524, werd de constructie echter gestopt. Frans I verliet het kasteel van Blois en vestigde zich in het kasteel van Fontainebleau, waar hij de indrukwekkende bibliotheek liet ombouwen tot de Nationale Bibliotheek. Desondanks werd Blois niet verwaarloosd, aangezien Claude van Frankrijk er zeven kinderen ter wereld bracht. Het kasteel werd tot aan Catharina de' Medici, een soort van vorstelijk ‘kinderdagverblijf’ waar de koninklijke kinderen werden opgevoed.
Op 18 oktober 1534 deed zich in het kasteel de affaire van de Placards voor. In het geheim werden door aanhangers van de hervormde kerk pamfletten opgehangen (tot op de deur van de koning) waarin men zich verzette tegen het misgebeuren. Deze zaak kenmerkt het begin van de onderdrukking van het protestantisme in Frankrijk, na een periode van relatieve verdraagzaamheid.
Het was er altijd feest. Zo mocht Blois in 1539 keizer Karel verwelkomen en het was daar dat Pierre de Ronsard in april 1545 tijdens een bal Cassandre Salviati ontmoette, die hem aanzette tot Les Amours de Cassandre. Na zijn kroning deed Hendrik II, zoon van Frans I, zijn blijde intrede in Blois in augustus 1547, vergezeld van naakte vrouwen die zaten op runderen (dit zou een weergave kunnen zijn van de mythe van Zeus en Europa, die vele toeschouwers choqueerde). Het was in 1556 dat Catharina de' Medici de tragedie Sophonisbe opvoerde voor de koning. Dat is het eerste theaterstuk dat zich houdt aan de klassieke drie eenheden.
Het Kasteel van Blois bleef de hoofdverblijfplaats van de opvolgers van Hendrik II en in het bijzonder van Frans II en Karel IX. Frans II bracht er vooral de winter door met zijn vrouw Maria Stuart die daar werd opgevoed. In 1571 bracht admiraal Gaspard de Coligny de welwillendheid van Karel IX en zijn moeder. Een verdrag met Engeland werd in 1572 getekend en in april werd het verlovingsfeest van Hendrik van Navarra en Margaretha van Valois in de kapel gevierd.
In 1576 riep Hendrik III in Blois de Franse Staten-Generaal samen: deze samenkomst had plaats in een grote zaal die tegenwoordig ‘Statenzaal’ wordt genoemd. In 1588-1589 riep Hendrik III de Staten-Generaal er opnieuw samen. Op de kamer van Hendrik III, die zich op de tweede verdieping van het kasteel bevond, werd op 23 december 1588 zijn vijand, Hendrik I van Guise vermoord, in opdracht van Hendrik III zelf; de broer van de hertog, de kardinaal van Lotharingen, werd de volgende dag vermoord. Enige tijd later op 5 januari 1589, stierf koningin Catharina de' Medici in het kasteel van Blois.

### Ancien régime

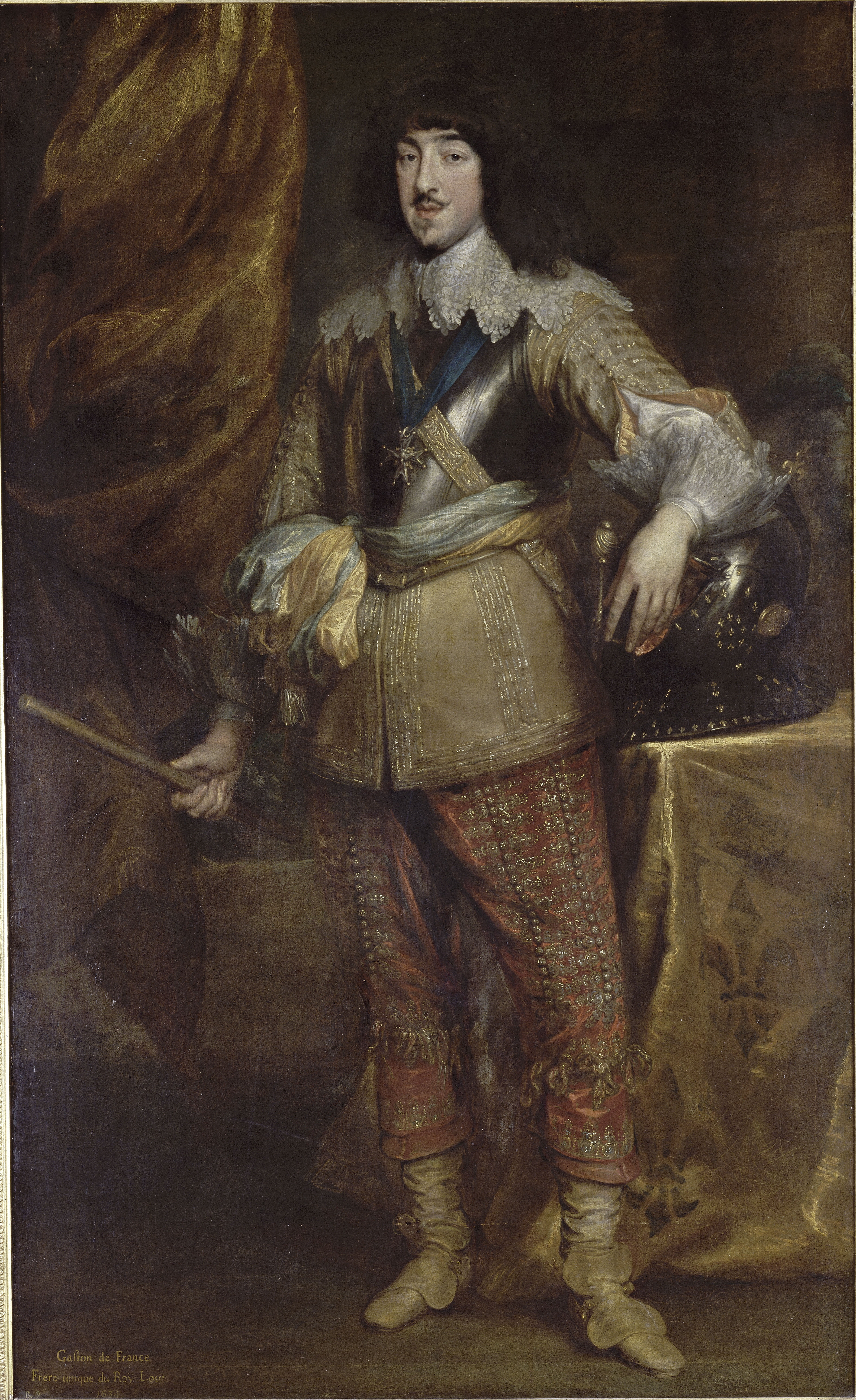
Gaston van Orléans liet een galerij bouwen

In 1589, 1598 en 1599 woonde Hendrik IV, de opvolger van Hendrik III, in het kasteel. In 1598 zorgde Hendrik IV voor verbouwingen aan het kasteel, die bekend zijn door de ontwerpen van Du Cerceau. Hij vroeg zelfs aan Arnaud de Saumery een grote, 200 meter lange galerij te bouwen die zich aan het einde van de tuin van Lodewijk XII zou bevinden. Deze projecten werden echter nooit voltooid en uiteindelijk stortten ze ineen in 1756. Na de dood van Hendrik IV in 1610 werd zijn weduwe Maria de' Medici naar het kasteel verbannen. In 1616 bewoonden Lodewijk XIII en Anna van Oostenrijk het kasteel en vervolgens nam Richelieu hier zijn intrek. Maria de' Medici liet door architect Salomon de Brosse een paviljoen bouwen in de noordwestelijke vleugel. Dit deed ze in 1617, tijdens haar verbanning door haar eigen zoon Lodewijk XIII. Sporen hiervan zijn te zien door een inscriptie in de fundamenten van de Gaston van Orléans-vleugel. Na twee jaar gevangenschap verdween de koningin-moeder in de nacht van 21 op 22 februari 1619, volgens de legende via een touwladder. Waarschijnlijker is, dat ze kon ontsnappen door gebruik te maken van de werken die bezig waren. Dit was de aanleiding tot een tijdelijke verzoening met haar zoon. In 1626 schonk Lodewijk XIII het graafschap Blois aan zijn broer Gaston van Orléans als een soort van huwelijkscadeau. Deze nam er zijn intrek in 1634. Gaston van Orléans voelde altijd een diepe affectie voor het kasteel en beweerde dat ‘de lucht van Blois helend is’. In 1635 deed men een nieuwe poging om het kasteel uit te breiden door een zijvleugel te laten bouwen door François Mansart, maar door financiële problemen werd het bouwproject in 1638 stopgezet. Gaston, die er niet langer, kon verblijven (de trap was nog niet gebouwd en de gastenvertrekken waren nog niet voorzien van een vloer) zag zich gedwongen de Frans I-vleugel te betrekken (deze vleugel zou worden afgebroken wanneer het project op zijn einde liep). De aanpassingen aan de koninklijke vertrekken dateren uit dit tijdperk. Gaston leefde er na de opstand (La Fronde), van 1652 tot 1653. Hij overleed er op 2 februari 1660. Daarna is het kasteel enige tijd verlaten geweest. Sinds Lodewijk XIV het kasteel had verlaten, is het niet meer bewoond geweest. In de 18e eeuw stond de koning het kasteel af aan voormalige bedienden die het interieur ervan in meerdere kleine woonvertrekken verdeelden. Rond 1720 dacht de regent er een tijdje over om het parlement in ballingschap onder te laten brengen in het kasteel. In 1788 werd er zelfs een project ter vernietiging van het kasteel opgestart wanneer het ministerie van Oorlog/Defensie voorstelt om er een regiment in te stationeren. Het zou het Régiment Royal-Comtois zijn, een cavalerieregiment, die het kasteel zou betrekken.

### Heden

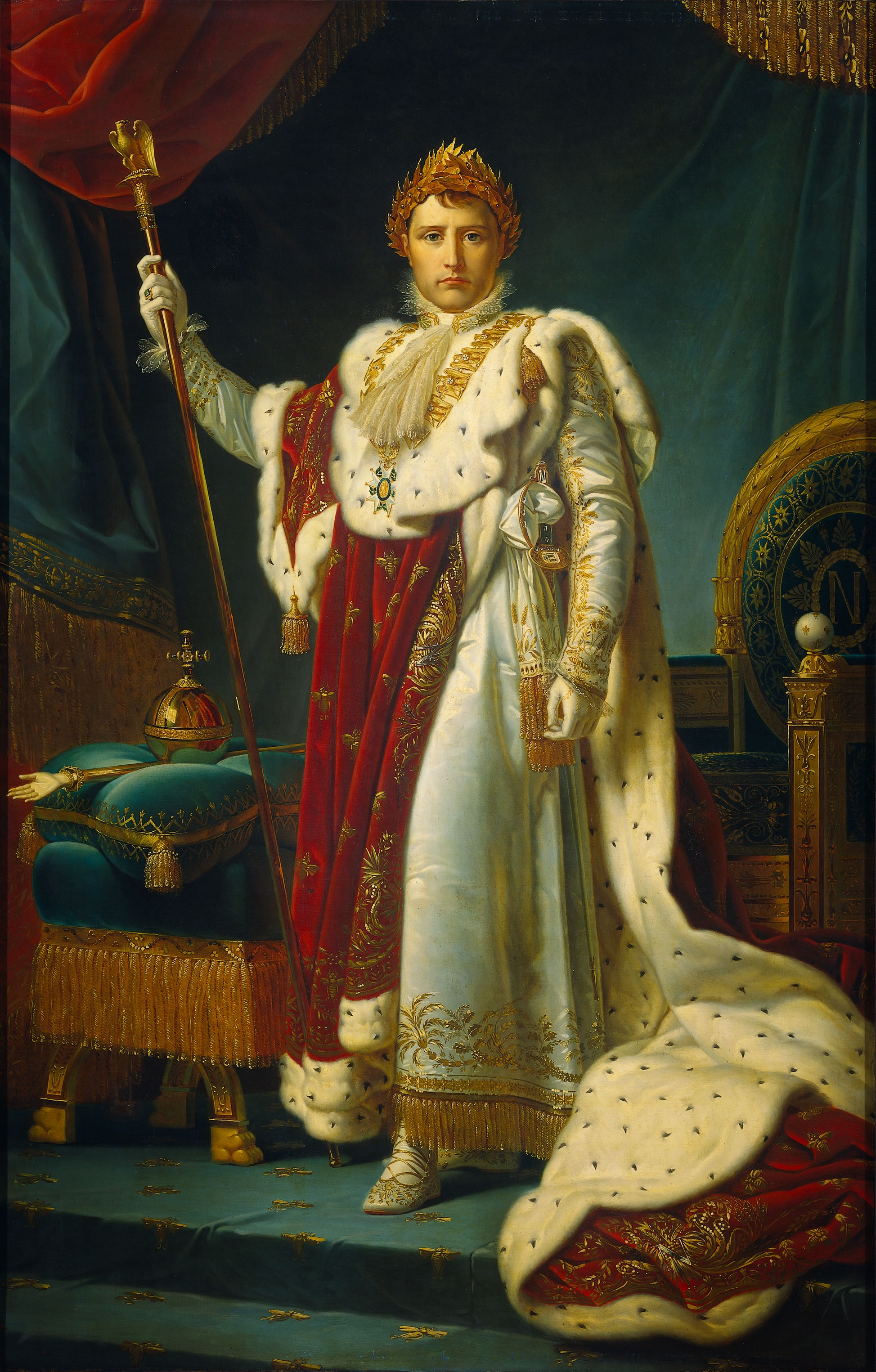
Napoleon Bonaparte schonk het vervallen Kasteel aan Blois

Tijdens de Franse Revolutie is het kasteel al 130 jaar onbewoond wanneer revolutionairen die tot elke prijs alle overblijfselen van de monarchie willen laten verdwijnen, het leegplunderen en alle meubelen, (stand)beelden en andere accessoires weghalen. De kerk van Saint–Sauveur die oorspronkelijk in het voorhof van het kasteel stond, werd later volledig afgebroken door de ondernemer Guillon, die ze eerst had gekocht. Men was van plan om ook het kasteel te slopen, maar op 10 augustus 1810 besloot Napoleon I om het aan Blois te schenken. Door geldgebrek werd het kasteel opnieuw gebruikt als legerkazerne. In 1834 werd de zuidelijke helft van de Karel van Orléans-vleugel vernield om daar militaire keukens te plaatsen. Ondanks de militaire aanwezigheid werd de Frans I-vleugel onverhinderd voor het publiek toegankelijk gemaakt. Zo werd het kasteel bezocht door Victor Hugo, Honoré de Balzac en Alexandre Dumas. Tijdens het bewind van Lodewijk Filips I van Frankrijk, in 1841, werd het kasteel erkend als een historisch monument dankzij Prosper Mérimée, die het kasteel wist te restaureren. In 1846 kreeg Michel Félix Dunal de opdracht om de koninklijke vertrekken in de Frans I-vleugel te restaureren, daarvoor gebruikte hij donkere kleuren zoals rood en blauw samen met goud. Voor de decoratie liet hij zich inspireren door antieke prenten en door werken van de geleerde Louis de la Saussaye. Dunal leidde de restauratiewerken tot hij stierf in 1871 en van 1870 tot 1879 gingen de werken door onder leiding van zijn assistent Jules de La Morandière. Later veranderde het kasteel in een museum. In 1850 stichtte de toenmalige burgemeester van Blois het Museum voor Schone Kunsten en vestigde het in de Frans I-vleugel. Het was immers in die tijd dat de provincies zich verrijkten met hun eigen musea en zo de kunststudie bevorderden. De burgemeester pleitte voor zijn project: “Er is geen hoofdplaats van een departement in Frankrijk dat vandaag niet van een museum is voorzien. Het zou overbodig zijn de voordelen van deze soorten gebouwen te onderzoeken. Men weet welke machtige aanmoediging zij voor de kunsten en de wetenschappen zijn, dit komt door de modellen of de verzamelingen die zij aan de studie aanbieden.” Het museum zal ten slotte in 1869 geopend worden in de Lodewijk XII-vleugel.
Een tweede restauratie werd tussen 1880 en 1913 ondernomen. Zij werd toevertrouwd aan een algemene inspecteur van de historische monumenten, Anatole de Baudot, die de restauratiewerkzaamheden van het geraamte en de vloer voornamelijk leidde, zoals enkele versieringen en uitwerking van een afwateringssysteem. Alphonse Goubert, opvolger van Baudot aan het hoofd van het bouwterrein, besloot om de Gaston van Orléans-vleugel te restaureren. Zo liet hij een monumentale trap in steen bouwen, op basis van schetsen van François Mansart. Hij creëerde in 1921 eveneens een stenen museum in de oude keukens van het kasteel.
Gedurende de Tweede Wereldoorlog werd de zuidelijke voorgevel van het kasteel (hoofdzakelijk de Lodewijk XII-vleugel) door de bombardementen beschadigd. De gebrandschilderde glasramen van de kapel werden vernietigd. De restauratiewerkzaamheden, die in 1946 zijn begonnen, werden aan Michel Ranjard toevertrouwd. Op 23 mei 1960 werd een postzegel met het kasteel erop gepubliceerd.
Vandaag de dag is het kasteel eigendom van de stad Blois. In de jaren 90 wordt een nieuwe restauratie door Pierre Lebouteu en Patrick Ponsot geleid. De daken, de buitengevels en de vloeren van de Frans I-vleugel werden hersteld. De tuinarchitect Gilles Clément was verantwoordelijk voor de werken in het park. Om het kasteel tot leven te doen komen, werd in de jaren 90 een klank-en-lichtspel gerealiseerd dat de naam had “Zo wordt het verhaal van Blois aan u verteld...” Verschillende stemmen werden gebruikt tijdens de show, zoals die van Robert Hossein, Pierre Arditi of Fabrice Luchini. Het werd geschreven door Alain Decaux en gecomponeerd door Éric Demarsan. Ook vandaag nog zijn er restauraties. Het kasteel kreeg in 2003 260.226 bezoekers over de vloer.

## Architectuur en interieur
Het kasteel van Blois zoals men het vandaag de dag kan bezichtigen, bestaat voornamelijk uit drie vleugels, die een mengeling van de gotische, klassieke en renaissancestijl zijn, hoewel het kasteel sporen vertoont die dateren uit de middeleeuwen.

### Middeleeuws kasteel

#### Staatszaal (Salle des États)

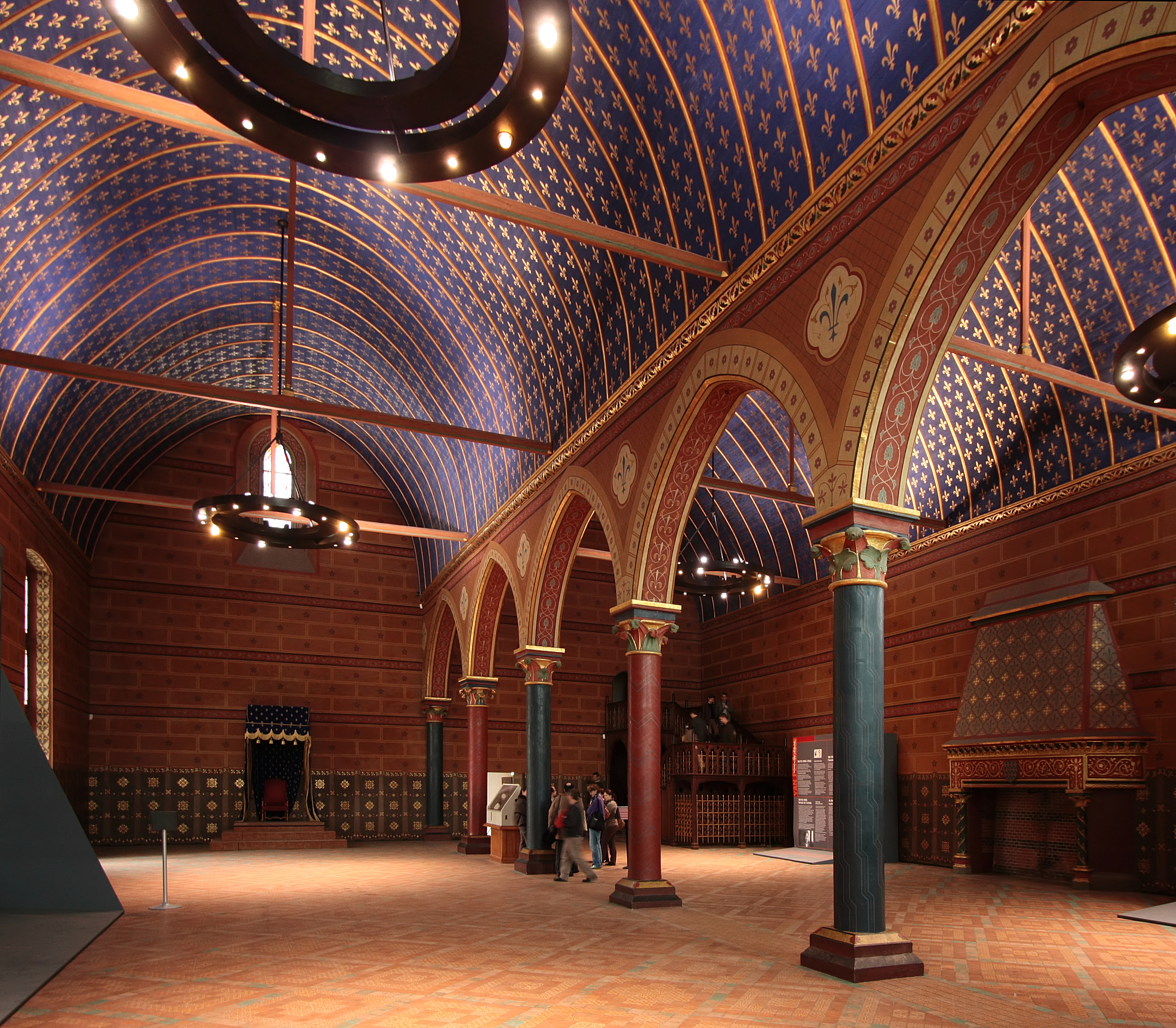
De staatszaal

De Staatszaal is gebouwd door de graaf van Blois, Thibault VI, in 1214 (de precieze datering heeft men kunnen vaststellen via dendrochronologie, uitgevoerd op het gebinte). Het is de oudste burgerlijke gotische kamer van Frankrijk, en het is tevens een kenmerkend bouwkundig element van de gotiek van de 8e eeuw. Onder het beleid van de graven van Blois, herbergde de justitiezaal (Salle de justice) de Staten-Generaal in 1576 en 1588. De zaal werd gerestaureerd in 2006 en 2007, vooral om belangrijke sporen van de veelkleurigheid te beschermen en om het eiken gebinte te bewaren. De Staatszaal is gelegen in het uiterste noorden van de Frans I-vleugel. De zaal is volledig gelambriseerd en heeft een oppervlakte van bijna 30 meter bij 18. Ze bestaat uit twee beuken, die gescheiden zijn door een rij van zes zuilen met haakvormige kapitelen. Die kapitelen ondersteunen de twee tongewelven die naast het eiken gebinte geplaatst zijn.
Het geschilderde decor is het werk van Félix Duban, die het gerestaureerd heeft van 1861 tot 1866, maar het is geïnspireerd op de veelkleurigheid die in de 8e eeuw zo gebruikelijk was. Aan hem hebben we de 6720 lelies te danken die op de lambrisering geschilderd zijn. Zowel de gevel met grote ramen, de schoorsteenmantel als de neogotische trap zijn eveneens het werk van Félix Duban (alleen het kleine raam met spitsboog in de westelijke gevel is authentiek, de grote rechte ramen dateren van de 15e eeuw). De ramen met emblemen van Lodewijk XII en Anna van Bretagne zijn het werk van glasschilder Paul-Charles Nicod, terwijl de polychrome kleien gevelbedekking door de pottenbakker Jules Loebnitz is gemaakt.

#### Het stenen museum
Het stenen museum, dat grenst aan de staatszaal, in de oude keukens van Frans I, verenigt het beeldhouwwerk van de 16e en de 17e eeuw van de verschillende vleugels van het kasteel (stenen waterspuwers en gipsen salamanders die vervaardigd werden onder leiding van Félix Duban om de koninklijke symbolen te vervangen die vernietigd werden tijdens de Franse Revolutie, een stenen fronton en het gips van een Gaston van Orléans-vleugel, dat gemaakt werd door de beeldhouwer Simon Guilain en nadien werd gerenoveerd door Alfred Jean Halou. Het hoofd van het borstbeeld van Gaston van Orléans en Hercules zijn in het gips vervaardigd door de heer Alfred Jean Halou rond het jaar 1915 en zijn het resultaat van opgravingen in de Loir-et-Cher, voorwerpen afkomstig uit de heuvel van het kasteel ten tijde van de middeleeuwen. Het geheel dateert uit de Karolingische periode, alsook de afgietsels en de gipsstudies van Félix Duban.

#### De toren van Foix

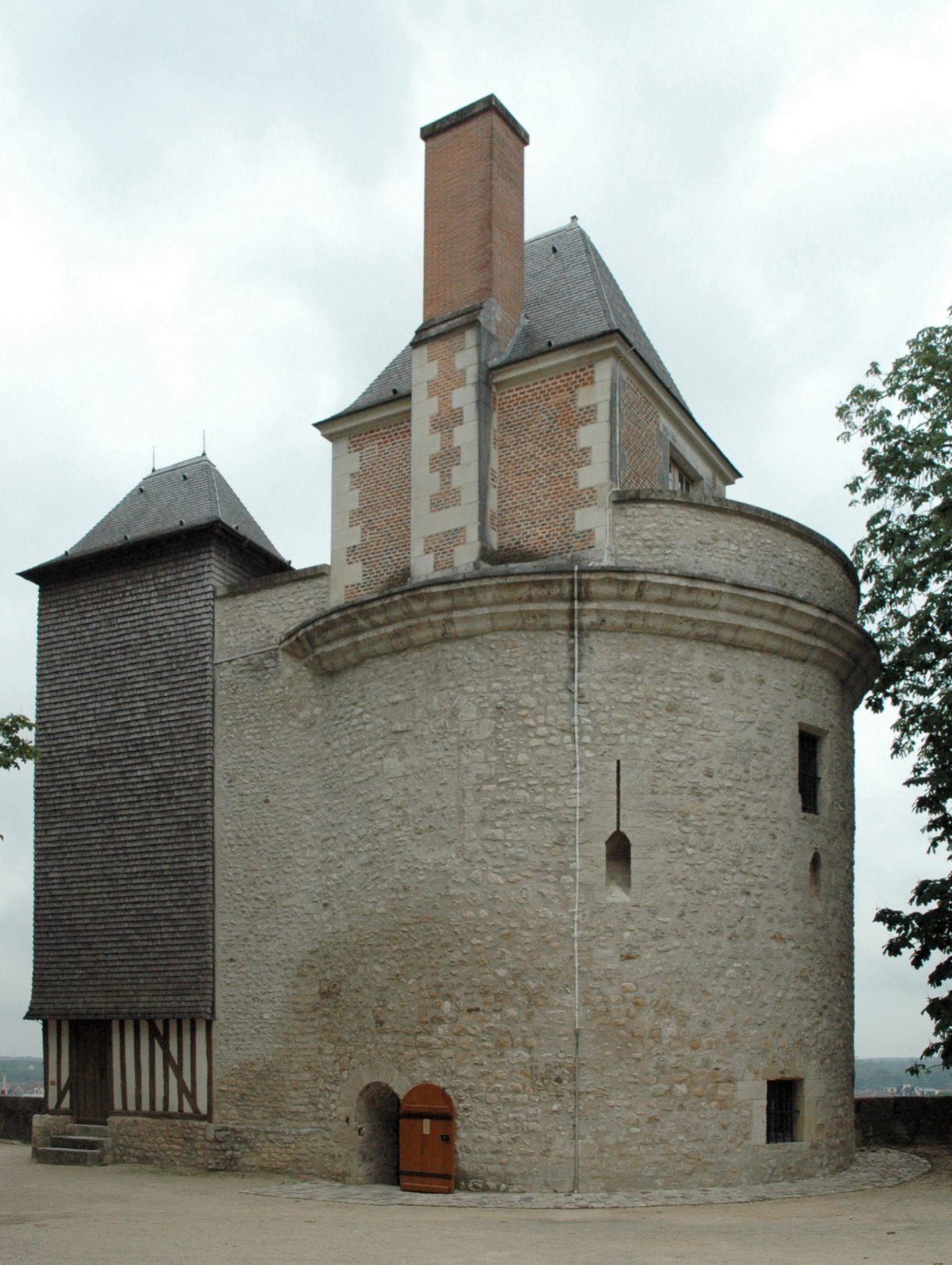
De toren van Foix

De ronde toren van Foix ligt ietwat afgezonderd, dicht bij de Gaston van Orléans-vleugel, en is een overblijfsel van de feodale vestingwerken uit de 13e eeuw. Kenmerkend voor deze toren is dat deze een panorama biedt over de stad Blois en de rivier la Loire en over de Sint-Niklaaskerk. In de middeleeuwen verdedigde de toren van Foix zowel de zuidwestelijke hoek van het kasteel als de poort van de toren die zich aan de voet van een rots bevindt. Op de bovenste verdiepingen heeft Gaston van Orléans in de 16e eeuw een astronomisch observatorium laten inrichten aangezien het gebouw niet meer als verdedigingsbolwerk hoefde te dienen. Deze sterrenwacht uit de 17e eeuw is een klein paviljoen met rode bakstenen dat bereikbaar is via een houten draaitrap, voorzien van een houten dakspaan, ook opgericht in de 17e eeuw. Het kasteel bestaat uit vier verdiepingen, waarvan drie met gewelfde plafonds die verlicht zijn door schietgaten. De onderste verdieping bevindt zich nu onder de grond. Deze verdieping was vroeger, voordat het terras opgehoogd werd in de 17e eeuw, de gelijkvloerse verdieping.

### Lodewijk XII-vleugel
Men komt het kasteel binnen via de Lodewijk XII-vleugel. Deze is herkenbaar aan de rode en witte bakstenen. Het huidige gebouw is in Frans-Vlaamse stijl. Op de ingang staat het ruiterstandbeeld van Lodewijk XII (een kopie die in de 19e eeuw gemaakt is door de beeldhouwer Charles Émile Seurre, nadat het origineel verloren is gegaan). Deze vleugel, gebouwd tussen 1498 en 1503, toont veel kenmerken van de laat gotische stijl, zoals de lijstwerken, de klavervormige figuren, de pinakels van de dakkapellen en de beeldhouwwerken die de muuropeningen omlijsten. Sommige elementen, zoals de kroonluchters op de zuilen, het gebruik van de gedrukte boog, de driehoekige bogen met arabeskenversiering of de schelpen onder de kroonlijst van de trap, zijn echter al in de stijl van de renaissance. Ook het hoge leistenen dak met dakkapellen en bewoonbare zolder is typisch voor de laatgotiek. Het kasteel van Lodewijk XII wordt dikwijls vergeleken met het kasteel van Verger, waar Colin Briart ook gewerkt zou hebben.

#### Het museum voor Schone Kunsten van de stad Blois
Een gang scheidt de verschillende kamers, zodat men niet alle kamers moet doorlopen om de vleugel te doorkruisen. Dit is nieuw in vergelijking met de inrichting van het middeleeuwse kasteel. Sinds 1869 is het museum voor Schone Kunsten in het kasteel gevestigd. In de acht zalen van de galerij zijn verschillende schilderijen en beeldhouwwerken te zien uit de 16e tot en met de 19e eeuw. De galerie beheert een verzameling Franse en Vlaamse wandtapijten uit de 16e en 17e eeuw. De open haarden, gemaakt door Louis Delcros, waren bestemd voor de graaf van Chambord. Ze werden herontworpen met het embleem van Lodewijk XII en zijn vrouw erop, naar het getijdenboek van de koningin. De portrettenkamer bevat 16e- en 17e-eeuwse schilderijen die oorspronkelijk in kastelen in Saint-Germain-Beaupré en Beauregard hingen. Madame de Noailles, de hertog van Chevreuse, La Grande Mademoiselle, de hertogin van Beaufort, Anna van Oostenrijk en zelfs Maria de' Medici van Rubens zijn er te zien. In een zaal uit de 17e en 18e eeuw is een verzameling van 50 medaillons van Jean-Baptiste Nini bewaard gebleven in terracotta.

#### Tour des Champs
De Tour des Champs, die zichtbaar is vanaf de binnenplaats, grenst aan de Lodewijk XII-vleugel en bevindt zich onder de geveltop dicht bij de Salle des États. Hij bestaat uit bakstenen en stenen en is gebouwd in een laatgotische stijl. Dit is te zien aan het hoge leien dak met dakvensters die versierd zijn met attieken. Deze zijn omgeven door een kroonlijst die verfijnd gebeeldhouwd is uit een fries met eierlijst. Er zijn verschillende beeldhouwwerken in zichtbaar, zoals het stekelvarken van Lodewijk XII in bas-reliëf. De restaurateurs zouden voor de grap op de hoogte van een venster op de eerste verdieping een engeltje verborgen hebben in een sluitornament, voorzien van de haardos, neus en lach van de oud-burgemeester van Blois, Jack Lang.

#### Chapelle Saint-Calais

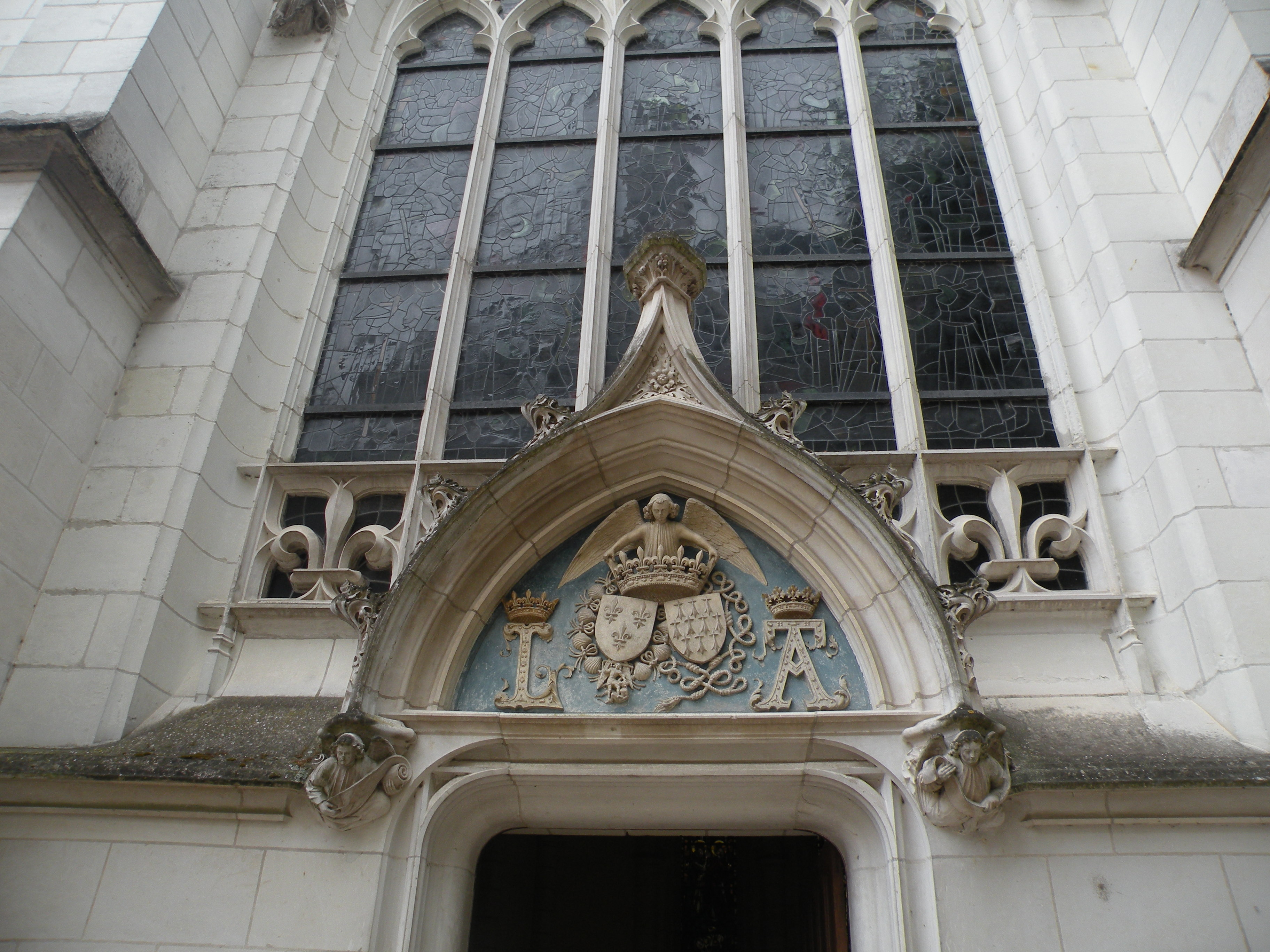
De Chapelle Saint-Calais

De Chapelle Saint-Calais bevindt zich op het einde van de Lodewijk XII-vleugel, op de binnenkoer van het kasteel. Op de ingang staat het ruiterstandbeeld van Lodewijk XII (een kopie die in de 19e eeuw gemaakt is door de beeldhouwer Charles Émile Seurre, nadat origineel verloren is gegaan). De kapel werd vanaf 1498 gebouwd en in 1508 ingewijd door Antoine Dufour, de bisschop van Marseille en biechtvader van de koningin. Momenteel blijft van de privékapel van de koning enkel nog het gotische koor met dwarsrib- en schaarribgewelf over. Mansart liet het schip van het gebouw vernietigen om zo een nieuwe vleugel te kunnen bouwen, namelijk de Gaston van Orléans-vleugel. De gebrandschilderde ramen werden in 1957 door Max Ingrand gemaakt, en stellen verschillende historische personen voor. De gevel werd ontworpen door Félix Duban en Jules de La Morandière in 1870.

#### Galerij Karel van Orléans

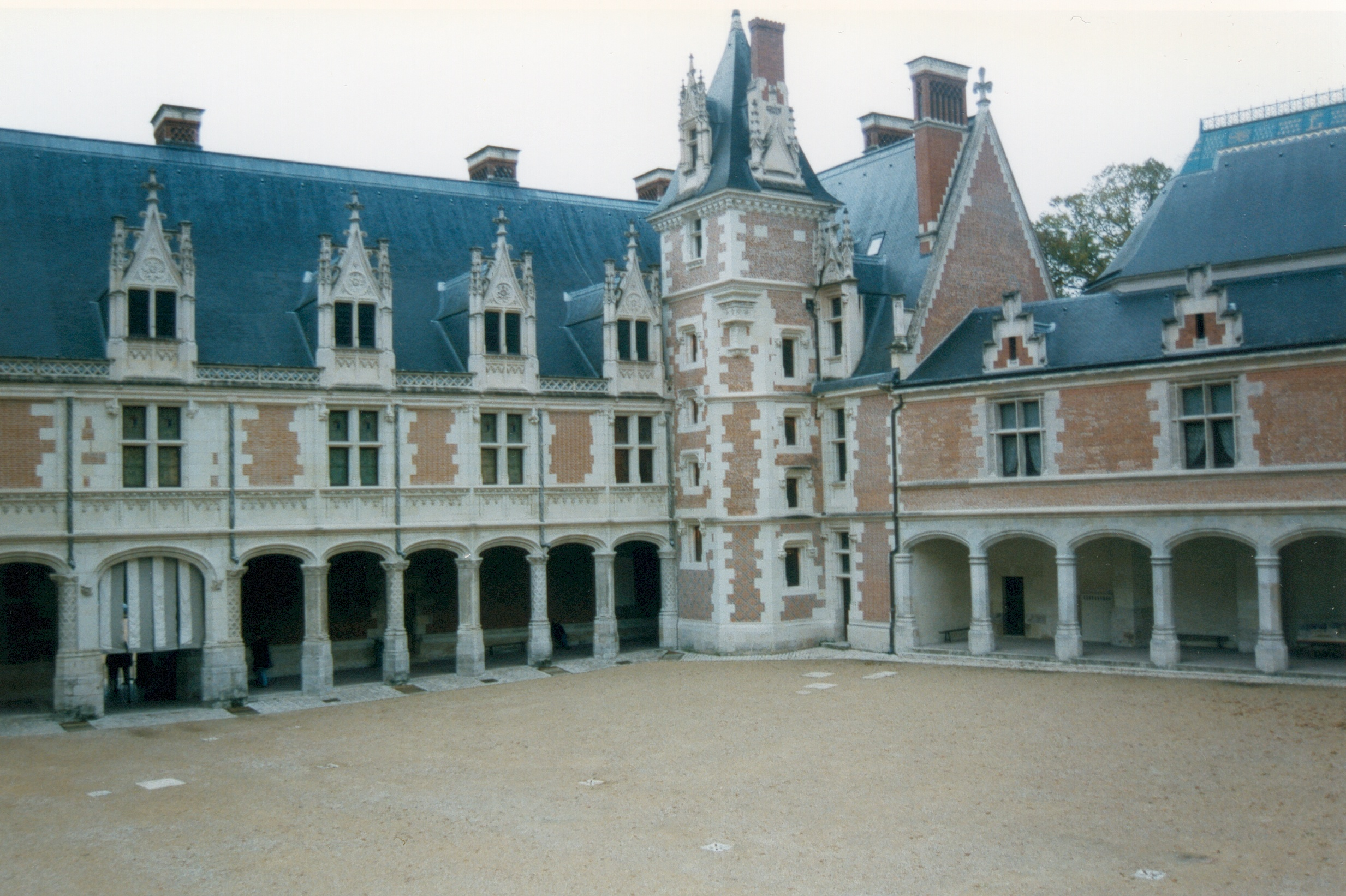
De galerij van Karel van Orléans

De galerij Karel van Orléans bevindt zich naast de ‘kapel Saint-Calais’. De galerij was twee maal zo groot als de kapel, maar is in de 17e eeuw evenals gedeeltelijk afgebroken. De galerij werd in het midden van de 15e eeuw gebouwd, en was het eerste gebouw waar zowel stenen als bakstenen gebruikt werden. De galerij wordt gedragen door halfronde bogen. De zuilen met ruitvormige schacht zijn versierd met de afbeelding van de Koninklijke lelie en hermelijn, en worden afgewisseld met pilaren met cirkels en vierkanten als afbeelding.

### Frans I-vleugel
In de Frans I-vleugel heerst de renaissance. De vleugel wordt gekenmerkt door de Italiaanse architectuur en versiering. Ook al is er maar twaalf jaar verschil tussen de constructie van de Frans I-vleugel en de Lodewijk XII-vleugel, toch is er in de Frans I-vleugel sprake van Italiaanse invloed door de bouwstijl en de afgewerkte vorm van het gebouw.

#### De trap

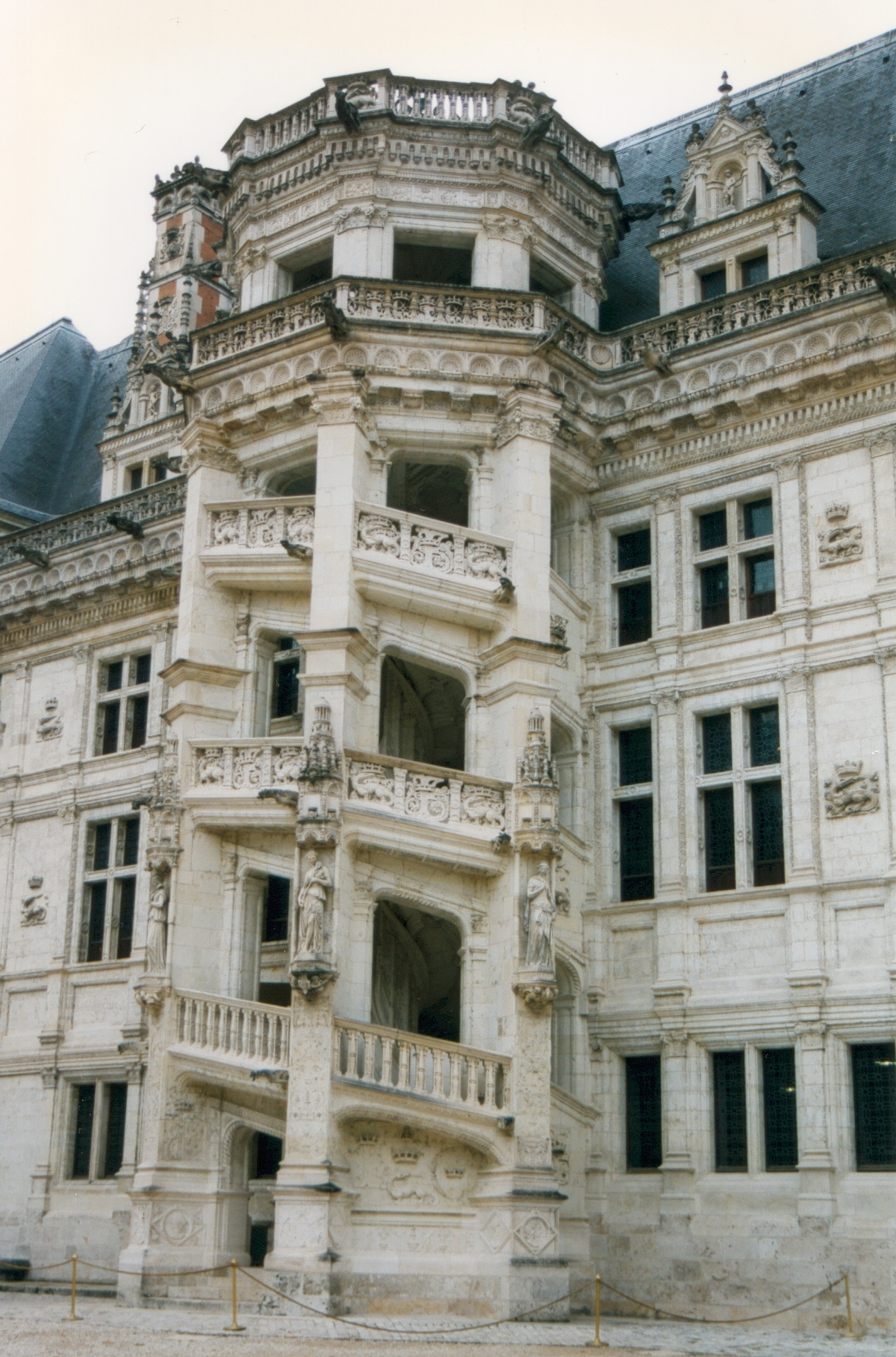
De spiraalvormige trap

Het centrale element van de vleugel is de monumentale trap. De draaitrap bevindt zich gedeeltelijk aan de buitenzijde van het kasteel. Van de acht zijden bevinden er zich 3 binnenin het gebouw. Deze trap, volgens Balzac “even gedetailleerd als Chinees ivoor”, bevat minutieuze beeltenissen uit de renaissance, Italiaanse versieringen (zoals standbeelden, balustrades en luchters) en koninklijke emblemen (salamanders van Frans I, bloemenkransen, de “F” van koning Frans I en de “C” van Claude van Frankrijk). De trap komt tussen de steunmuren door uit op balkons die uitkijken op de binnenplaats van het kasteel. Het geplaveide gewelf, dat tevens schroefvormig is, wordt ondersteund door rechthoekige steunmuren. Deze muren vormen een terugkerend patroon in de Franse architectuur tijdens de renaissance. Hiermee wordt ook een architecturale nieuwigheid van die eeuw ingeleid, namelijk dat trappen vanaf nu, naast een praktische functie, vooral een esthetische functie krijgen.

#### De façades
Aan de achterzijde van de vleugel bevindt zich de façade van de Loges, toegankelijk vanaf de Koninginnegalerij. Deze gevel werd zeven meter voor het oude gordijn gebouwd en is te herkennen aan een rij losstaande nissen. De Loges zijn gebaseerd op de façades van Bramante, te zien op het Sint-Damaskusplein in Vaticaanstad. Deze gelijkenis is te zien aan de ritmische en onstandvastige afwisseling tussen de spannen van de inhammen en de volle pieren. Nochtans tonen de Loges ook enkele gallicismen, zoals bogen met een korfgreep-patroon, de aanwezigheid van uitkijktorens, onregelmatige ordening van spannen, overhangende stukken, etc. Op de steunmuren van de vensters van de uitkijktorens is er onder meer een bas-reliëf te zien dat de 12 werken van Hercules afbeeldt, naast andere scènes over de Griekse held, zoals Hercules en de centaur, Hercules en de Hydra van Lerna, Hercules en de stier van Kreta, Hercules en Antaios, Hercules en Cacus. Deze gevel kwam vroeger uit op de tuinen die aangelegd waren door Lodewijk XII. Aan de kant van de binnenplaats is de façade getooid met kruisramen, afgewisseld met pilasters die afgewerkt zijn met Italiaanse kapitelen. Deze kruisen de profielen tussen de verschillende verdiepingen. Op de top van deze gevel is de kroonlijst versierd met een serie van op elkaar gestapelde motieven daterend uit de vroegrenaissance. Deze loopt door langs de voorgevel en omzeilt de monumentale trap. Het hoge dak en de aanwezigheid van waterspuwers benadrukken bovendien de voortzetting van de gotische stijl, waarvan de architecten nog steeds deels gebruik maakten. De vleugel ter ere van Frans I omvat, ondanks zijn monotone uitstraling, de zaal der Staten. Deze bevindt zich links van de Loges-gevel.

#### De koninklijke vertrekken
De koninklijke vertrekken die zich in deze vleugel bevinden, werden allemaal verbouwd door Félix Duban in de romantische sfeer van zijn tijd. Gaston van Orléans had indertijd een kwart van de Frans I-vleugel vernietigd, waarvan ook zijn persoonlijke kamers. Félix Duban stelde dat de publieke kamers zicht moeten hebben op de binnenplaats van het kasteel, terwijl de persoonlijke kamers uitzicht moeten geven op de tuinen, die vandaag niet meer bestaan. Op de eerste verdieping bevinden zich de kamers van de koningin.

##### De koninginnegalerij

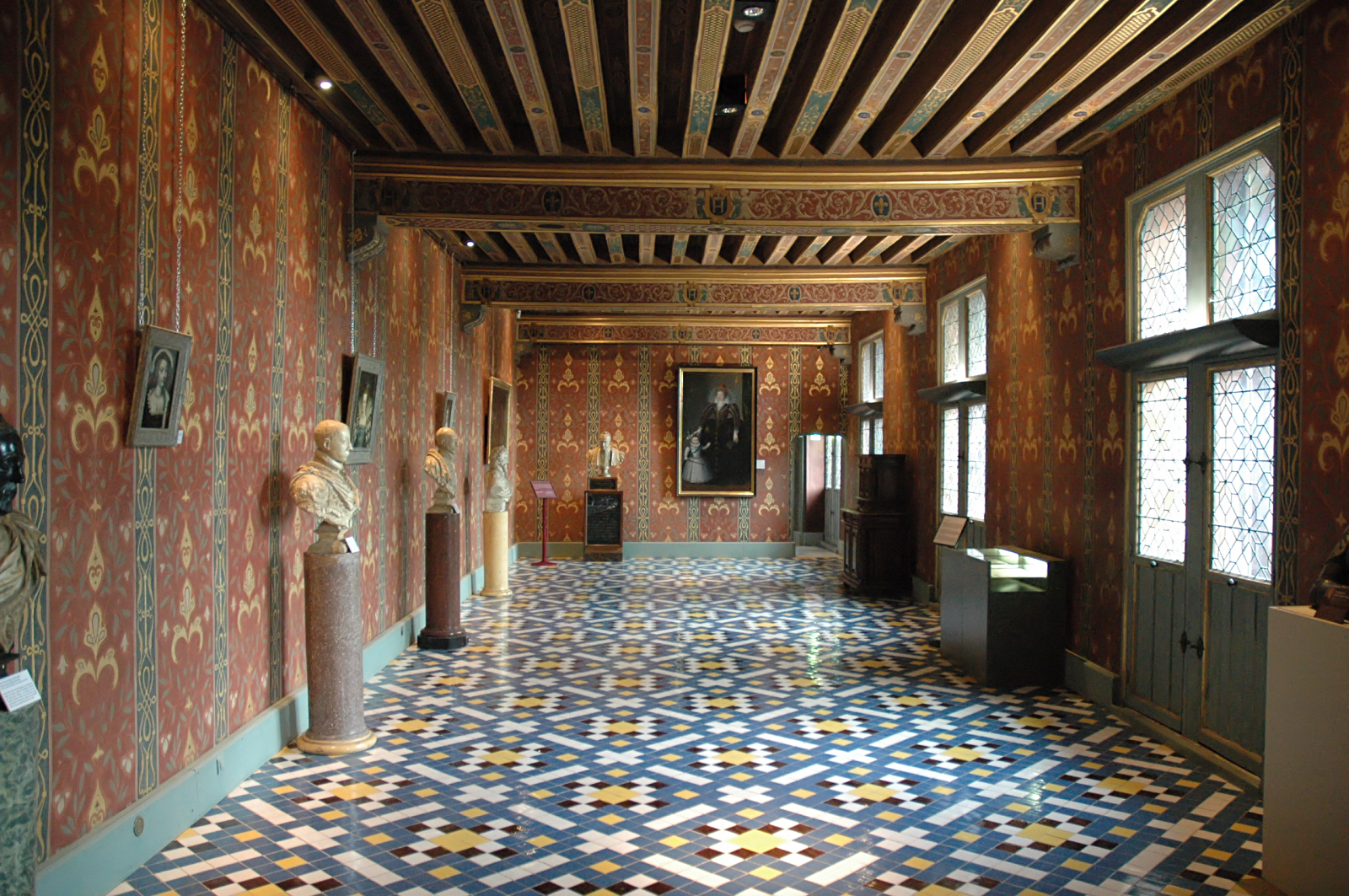
De galerij van de koningin

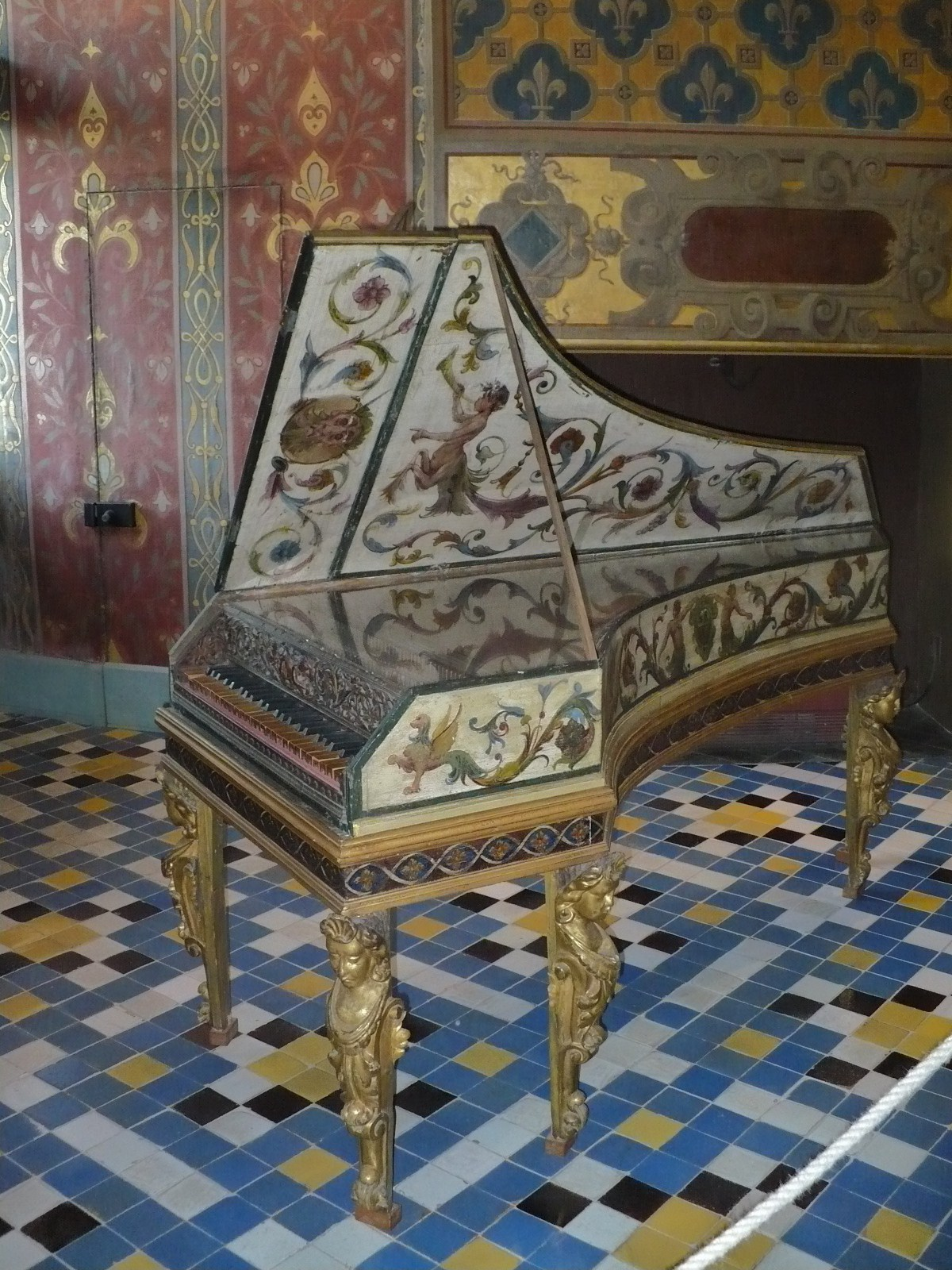
Het klavecimbel van Baffo uit 1572

De tegelvloer van de koninginnegalerij werd ontworpen door Félix Duban. Het geglazuurde terracotta, geïnspireerd op een model van de 15e eeuw, werd gerestaureerd in de laat-20e eeuw. De vloer bestaat uit een netwerk van geometrisch blauwe, witte en gele figuren. Er valt een tentoonstelling te bezichtigen van oude muziekinstrumenten, waaronder:
- een Italiaanse klavecimbel van Giovanni Antonio Baffo daterend uit 1572, verbouwd omstreeks 1880 door Leopoldo Franciolini,
- een mandoline gemaakt van aardewerk uit 1875, vervaardigd door Josaphat Tortat
- een viool gemaakt van aardewerk uit 1867, een werk van Ulysse Besnard
- een dansmeesterviool van hout, marqueterie en ivoor.

De galerij is versierd met bustes van de Franse koningen, onder wie:
- een buste uit brons en marmer van Hendrik II, vervaardigd door Germain Pilon,
- een buste van Frans I in 16e-eeuwse wapenuitrusting, verkregen in 1926, waarvan de kunstenaar onbekend is. De buste werd herwerkt door Louis-Claude Vassé en is een kopie in gepatineerd gips van een bronzen buste die bewaard wordt in het Louvre,
- een buste van Karel IX in gepatineerd gips,
- een buste van Hendrik III in gepatineerd gips,
- een buste van Hendrik IV in gips.

Een buste in gips van onbekende hand uit de 19e eeuw kan men er ook bezichtigen. Pierre de Ronsard is afgebeeld, versierd met een grafschrift in zwart marmer, daterend uit 1607. In de galerij bevinden zich ook meerdere schilderijen, onder andere een olieverfschilderij op leer waarvan men denkt dat het een portret is van de prinses van Conti omstreeks 1610, en ook een olieverfschilderij op doek genaamd Maria de' Medici en de kroonprins door C. Martin, 1603. Daarnaast bezit de galerij een verzameling oude muntstukken met de beeltenissen van Lodewijk XII, Frans I, Hendrik II, Karel IX, Hendrik III en Hendrik IV.

##### Leefkamer van de koningin

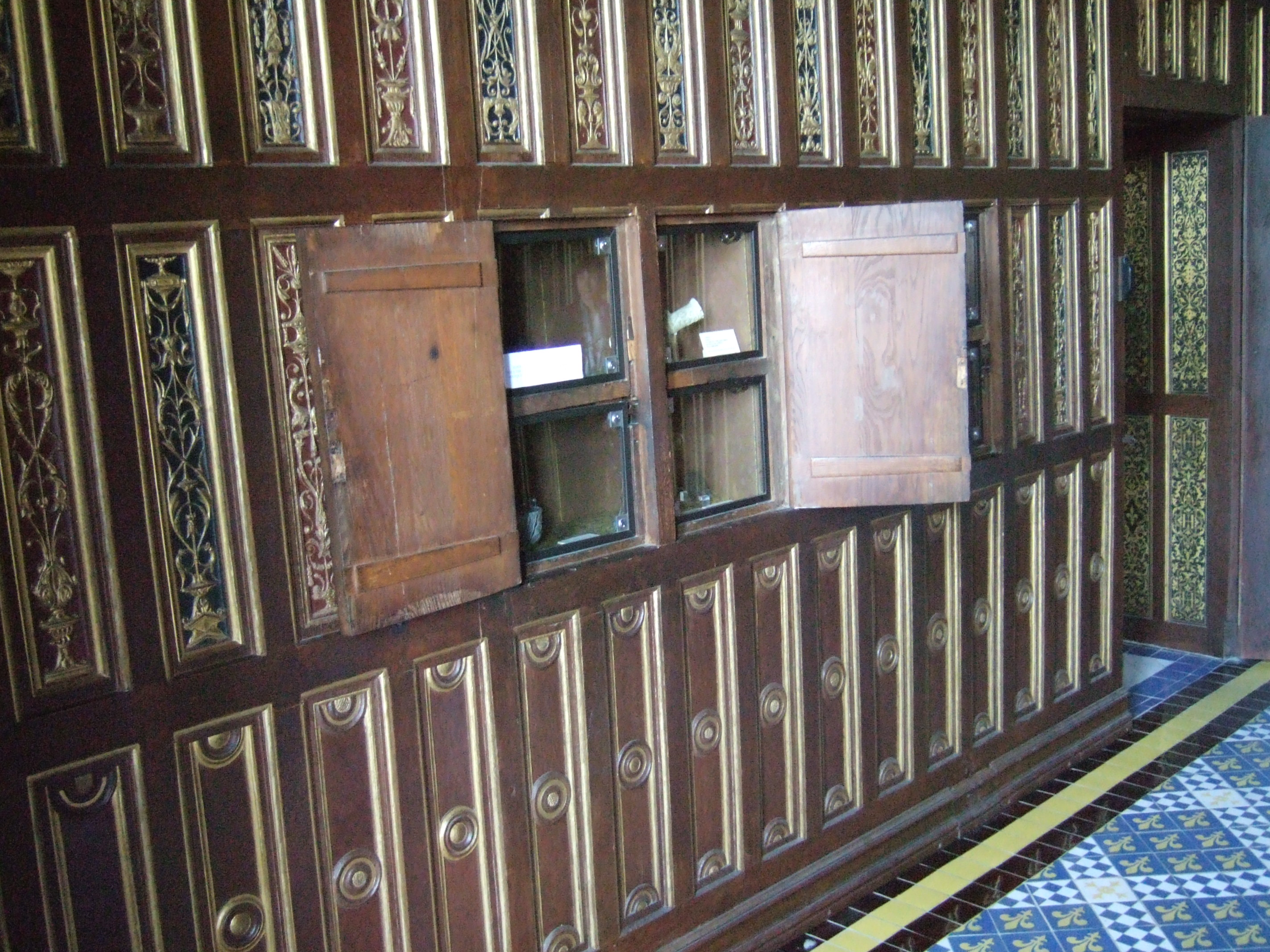
De geheime kamer met wandkasten

Op de eerste verdieping bevindt zich het kabinet of de studiolo van Maria de' Medici. In de kamer zijn vier kasten verborgen door een onzichtbaar mechanisme met houten panelen, waaraan de kamer zijn naam te danken heeft: de geheime kamer. De houten panelen zijn de originele, maar zowel de schoorsteen als het plafond zijn herwerkt door Félix Duban. De 237 panelen, met uitgehouwen armkandelaars volgens Italiaanse stijl, dateren uit de jaren 1520. In tegenstelling tot wat bepaalde romantische schrijvers beweren, waren deze wandkasten geen verbergplaats voor vergif, maar werden ze gebruikt om waardevolle kunstwerken en boeken tentoon te stellen. Het plafond is met Franse lelies versierd. In het midden van het plafond bevindt zich een vierkant kunstwerk dat de in elkaar verstrengelde letters H en twee C's van Hendrik II en Catharina de' Medici voorstelt. De nieuwe kamer op de bovenste verdieping is bereikbaar door een trap.

##### De kamer van de koningin

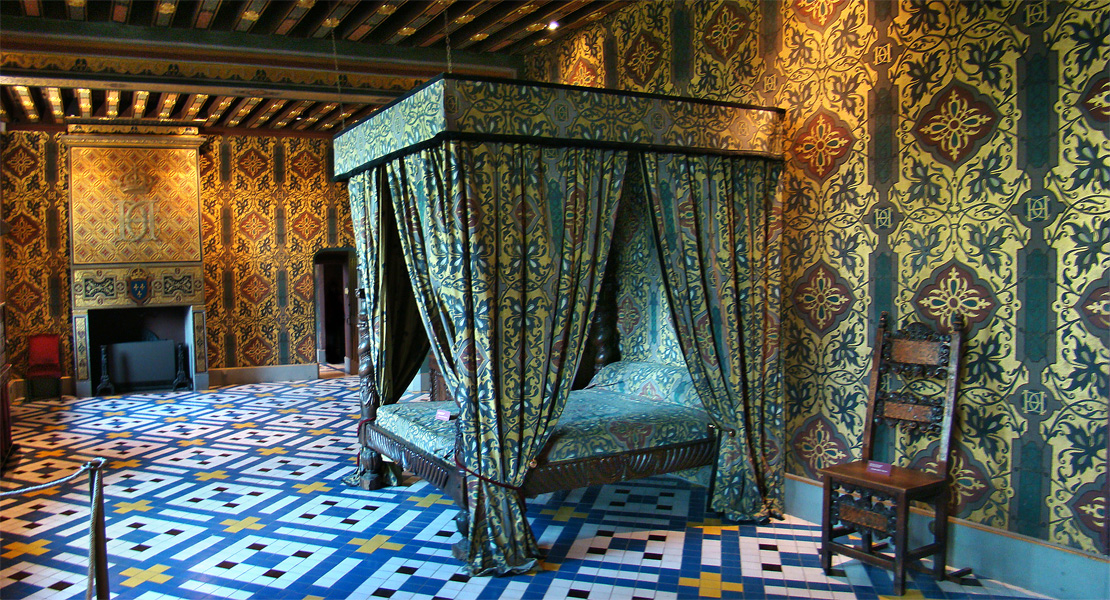
De slaapkamer van de koningin

De kamer die vroeger het vertrek van Frans I was, werd de koninklijke kamer van Catharina de' Medici. Zij stierf in deze kamer op 5 januari 1589. Het monogram van Hendrik II en Catharina de' Medici dat uit de met elkaar verstrengelde letters H en twee C's bestaat is alomtegenwoordig in deze kamer, vooral op de schoorsteen. Félix Duban heeft deze schoorsteen gerestaureerd in 1845 met een behangsel bestaand uit verguld en geverfd leer. De kamer is luxueus ingericht met:
- een bed met grote wandluchters van eiken- en beukenhout in het einde van de 17e eeuw, dat gerestaureerd werd in de 19e eeuw, die versierd is met gedraaide zuilen in de hoeken waarop vazen uit steen met een vlam staan. De kader en de gecanneleerde poten van het bed zijn typisch voor de regeerperiode van Hendrik IV;
- een eiken kist met een gebold deksel in de Franse stijl van 17e eeuw, versierd met een paneel dat de onthoofding van Johannes de Doper voorstelt;
- een tweedelige kast gemaakt van notenhout uit de 16e eeuw, die in de 19e eeuw veranderd werd met inlegwerk uit parelmoer en ivoor;
- een Spaanse kast met vakken (Bargueño) uit de 16e eeuw met een onderstel uit de 19e eeuw uit parelmoer, ivoor en metaal.

##### De zalen van de wacht
De zaal van de kapiteins van de wacht van de koningin is gevormd door de samenvoeging van twee kamers. Ze is versierd met twee haardvuren in het decor van de renaissance. Hierop zijn de salamander van Frans I en de hermelijn van Claude van Frankrijk te zien. Een hiervan is versierd met gouden nissen. Er staat ook een buste van Frans I in gips, gemaakt door Jean-Baptiste Halou in 1850, zowel als een kast in houtsnijwerk, een schilderij van Isodore Patrois, genaamd François Ier confère au Rosso les titres et bénéfices de l'abbaye de Saint-Martin (Frans I kende de aktes en winsten van de abdij van Saint-Martin aan Rosso toe). Verder valt er nog een modern sculptuur van Goudji te bezichtigen, Salamandre, nutrisco et extinguo in zilver, een serpentijn in ebbenhout, getint met goud, geschonken door de kunstenaar in 2007.
De zaal van de wacht werd van weerskanten gebouwd uit een middeleeuwse weermuur van het gebouw. De muren werden beschilderd door Vitet tussen 1845 en 1847. Hij liet zich inspireren door de miniatuurschilderkunst van de renaissance. Zij is nu gewijd aan de geschiedenis van de bewapening en haar evolutie van de 15e tot de 17e eeuw. Ze bevat ook een belangrijke collectie van oude wapens, waaronder de volgende:
- Meerdere paalwapens, waarvan een kromzwaard, een partizaan, een spetum (een speer met drie scherpe punten) en een hellebaard.
- Een harnas.

De zaal is eveneens verrijkt met een Spaanse kist uit de 19e eeuw, gemaakt uit eikenhout en versierd met houtsnijwerken van oorlogsscènes en overwinningen en verder nog door een andere kist versierd met nauwkeurige houtsnijwerken. De muren zijn gedecoreerd met meerdere schilderijen, namelijk:
- Le départ des lansquenets (het vertrek van de landsknechten), olieverfschilderij gemaakt door Gustave Jacquet, geschonken door de staat in 1868.
- Baillard adoubant François Ier (Baillard die Frans I plechtig bekleedt met wapenuitrusting).
- Bourguignon dans son atelier (Borguignon in zijn werkplaats), olieverfschilderij gemaakt door Jean-Alexandre-Rémi Couder in 1851.

In de ‘salle des gardes’ wordt eveneens een collectie brons bewaard, waaronder: Het gevecht van de Hertog van Clarence, door Alfred Emilien O’Hara, graaf van Nieuwerkerke, 1839. Richard van Warwick als strijder, door Théodore Gechter, 14e eeuw. Everzwijnenjacht.

##### Het oratorium
Het gelambriseerde oratorium inspireert zich op de huiskapel van de bibliotheek van de Connétable de Montmorency in het kasteel van Ecouen omstreeks 1550. De glasramen dateren uit de 14e eeuw.

##### Cabinet neuf
Op de tweede verdiepingen bevinden zich de koninklijke appartementen, waaronder ‘cabinet neuf’ (de werkkamer van Hendrik III), heropgericht door Félix Duban naar een fragment dat een zeemeermin voorstelt. De muur is versierd met een tapijt dat de prins van Troje, Paris, voorstelt. Op het balkon bevinden zich nog de geschilderde lambriseringen van een kamer uit de 17e eeuw.

##### Galerie Duban
De ‘Galerie Duban’ toont tekeningen, afdrukken en voorwerpen die het oeuvre van de architect oproepen, onder andere het kasteel van Blois.

##### Salle des Guises

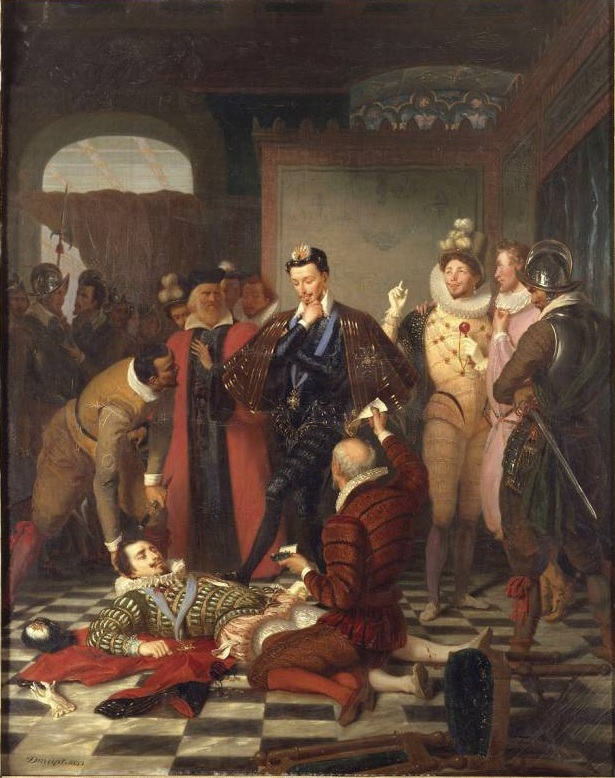
Henri III poussant du pied le cadavre du duc de Guise
(1833), Barthélémy Charles Durupt

De salle des Guises bewaart een collectie schilderijen die de belangrijkste personages en de tragische gebeurtenissen weergeeft uit godsdienstoorlogen. Verschillende historische schilders uit de 14e eeuw werden geïnspireerd door de moord op de hertog van Guise. In deze zaal vinden we verschillende schilderijen terug, waarvan enkele bekend zijn geworden:
- Hendrik III en zijn vrienden, Ulysse, 14e eeuw
- Henri III poussant du pied le cadavre du duc de Guise, olieverfschilderij van Barthélémy Charles Durupt, 1833.
- De hertogin van Nemours en Hendrik III, van Arnold Scheffer.
- Processie en rouwdienst ter ere van de hertog van Guise, van Arnold Scheffer, 1868.
- De vrijlating uit het gevang van de kardinaal van Lorraine of Moord op kardinaal van Guise, met olieverf op doek geschilderd door Alebert de Médine in 1857.
- Henri de Lorraine, graaf van Guise, zegt le Balafré, een anoniem schilderij uit de 19e eeuw.
- De moord op de graaf van Guise, naar de hand van Paul Delaroche.

##### De Raadkamer
Het pronkstuk in de Raadkamer is de indrukwekkende schoorsteen die versierd is met een gouden salamander. In de zaal bevindt zich heel wat meubilair uit de 19e eeuw dat de typische Renaissance-kenmerken weergeeft. Deze kunstwerken geven een beeld van de prinselijke luxe uit de 16e eeuw:
- Een flessenkoeler in kastanjehout, van de hand van Taylor en zijn zoon. Die creatie was te bezichtigen op de wereldtentoonstelling van 1862.
- Een 19e-eeuwse achthoekige tafel gemaakt uit hout en marmer. De tafelpoten kregen de vorm van een zeemeermin. Op de tafel staat ook nog een Corsicaanse vaas uit de 19e eeuw, gevormd door ringvormig graniet.
- Een tweedelige kast uit notenboom, ivoor, glazuurbedekking en edelstenen uit 1862. Die kast werd gemaakt door John Deeble Grace.
- Een tweedelige buffetkast uit notenboom, ivoor, glazuurbedekking en edelstenen uit 1862. Die kast is een ontwerp van Joseph Pierre Janselme.

In deze zaal bevinden zich ook enkele standbeelden:
- Un Sonneur à l’olifant (olifantenhoornblazer) en une Châtelaine au faucon (Een kasteeldame met een valk). Dat laatste is een bronzen standbeeld uit 1840 gemaakt door Antonin Moine, een van de stichters van De Susse-broers.
- Een standbeeld van een jonge Hendrik IV uit gips, van de hand van François Joseph Bosio. Het originele exemplaar werd in opdracht van het Parijse stadsbestuur gemaakt en werd in 1824 naar de zaal overgebracht.

Er zijn ook meerdere schilderijen te bezichtigen, zoals Un page, een olieverfwerkstuk van Ferdinand Roybet.

##### De koningszaal

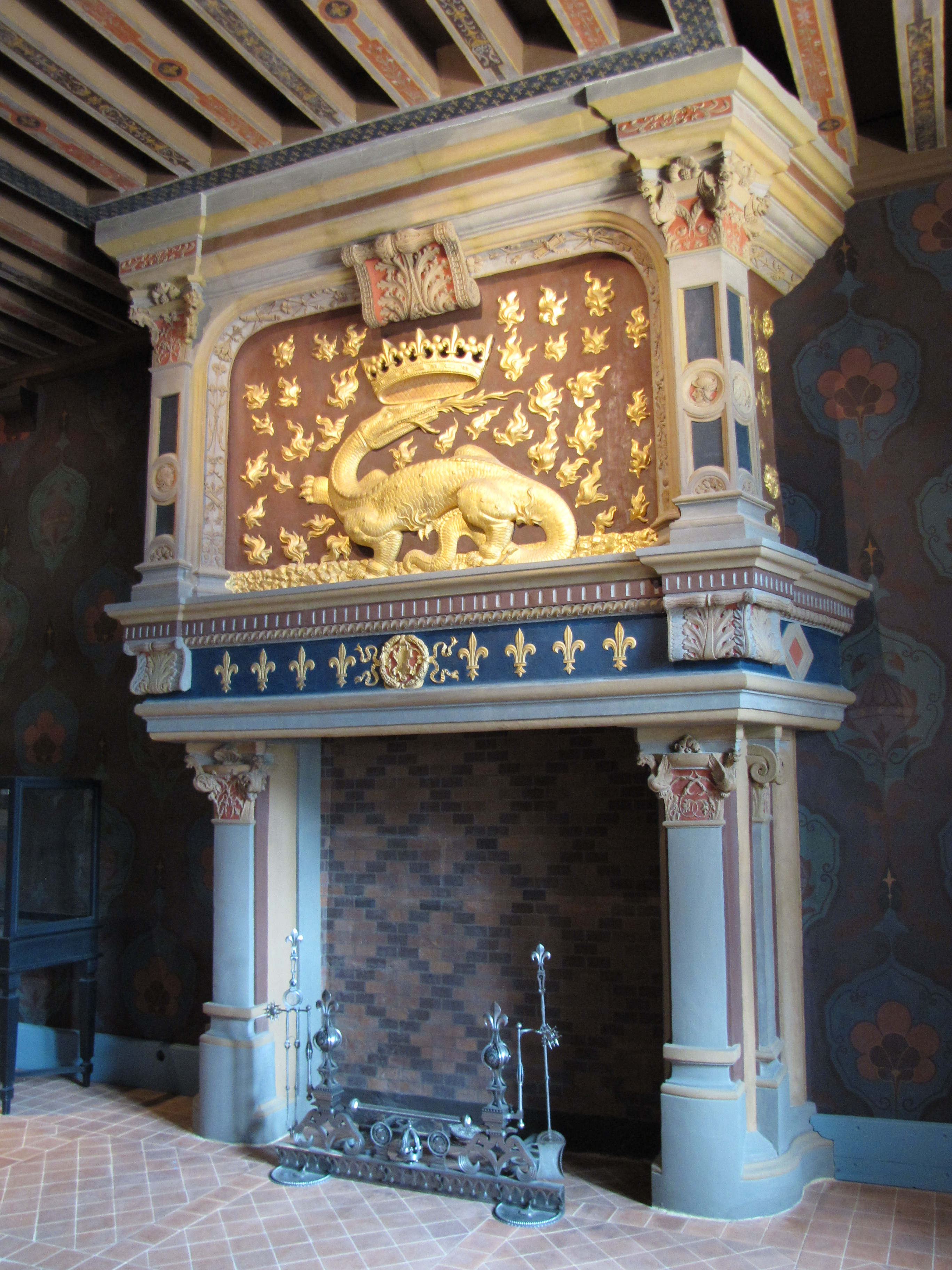
De schouw

De koningszaal is rijkelijk bemeubeld. Er staat namelijk:
- een plooistoel in Italiaanse Renaissancestijl. Deze staat onder een met lelies versierde luifel en dateert uit de 19e eeuw. De stoel is uit hout gemaakt en met goud versierd
- een Frans dressoir in eikenhout uit de 19e eeuw
- een troon uit notenboomhout met het embleem van Frans I uit de 19e eeuw
- een Franse tweedelige kast in notenboomhout uit de 19e eeuw
- een Italiaanse uitschuifbare tafel in notenboomhout uit de 16e en 19e eeuw
- meerdere wandtapijten.

De monumentale schouw is een van de grootste en meest imposante van het kasteel. Ze is beschilderd en verguld met de beeltenis van Frans I (salamander en lelie) en van Claude van Frankrijk (hermelijn). De schouw is ook versierd met verschillende andere elementen uit de Italiaanse stijl, zoals: engeltjes, bloemen- en fruitslingers, ranken, ingebouwde kandelaars. Verder nog meer ornamenten van bloemen, bladeren en andere elementen in middeleeuwse stijl, zoals draken. Deze versiering is niet het exclusieve werk van Félix Duban. Recente restauraties hebben sporen van polychromie onthuld die uit de jaren 1515-1520 dateren. Dit kan er op wijzen dat Duban enkel reeds aanwezige kleuren nieuw leven inblies.

##### De koningsgalerij
De koningsgalerij herbergt een mooie collectie aan aardewerken in neorenaissancestijl die dateren uit de 19e en 20e eeuw, waarvan talrijke werken van de hand van Ulysse Besnard. Waaronder de volgende:
- Een sierpot op een kolomvoetstuk, gemaakt door Émile Balon in 1919
- Een juwelenkistje gemaakt door Isabelle Besnard in 1872
- Een sierbord met een zelfportret van Ulysse Besnard, door Ulysse Besnard in 1882
- een grote vaas ontworpen door Ulysse Besnard in 1868;
- een vaas versierd met strijdersbeeltenissen gemaakt door Ulysse Besnard in 1872;
- een gesloten vaas van Ulysse Besnard uit 1881;
- een siervaas van Ulysse Besnard uit 1887.

Men vindt er ook een olieverfschilderij van Ulysse Besnard uit 1889, getiteld Hellebaardier voor een burcht.

##### Koningskamer

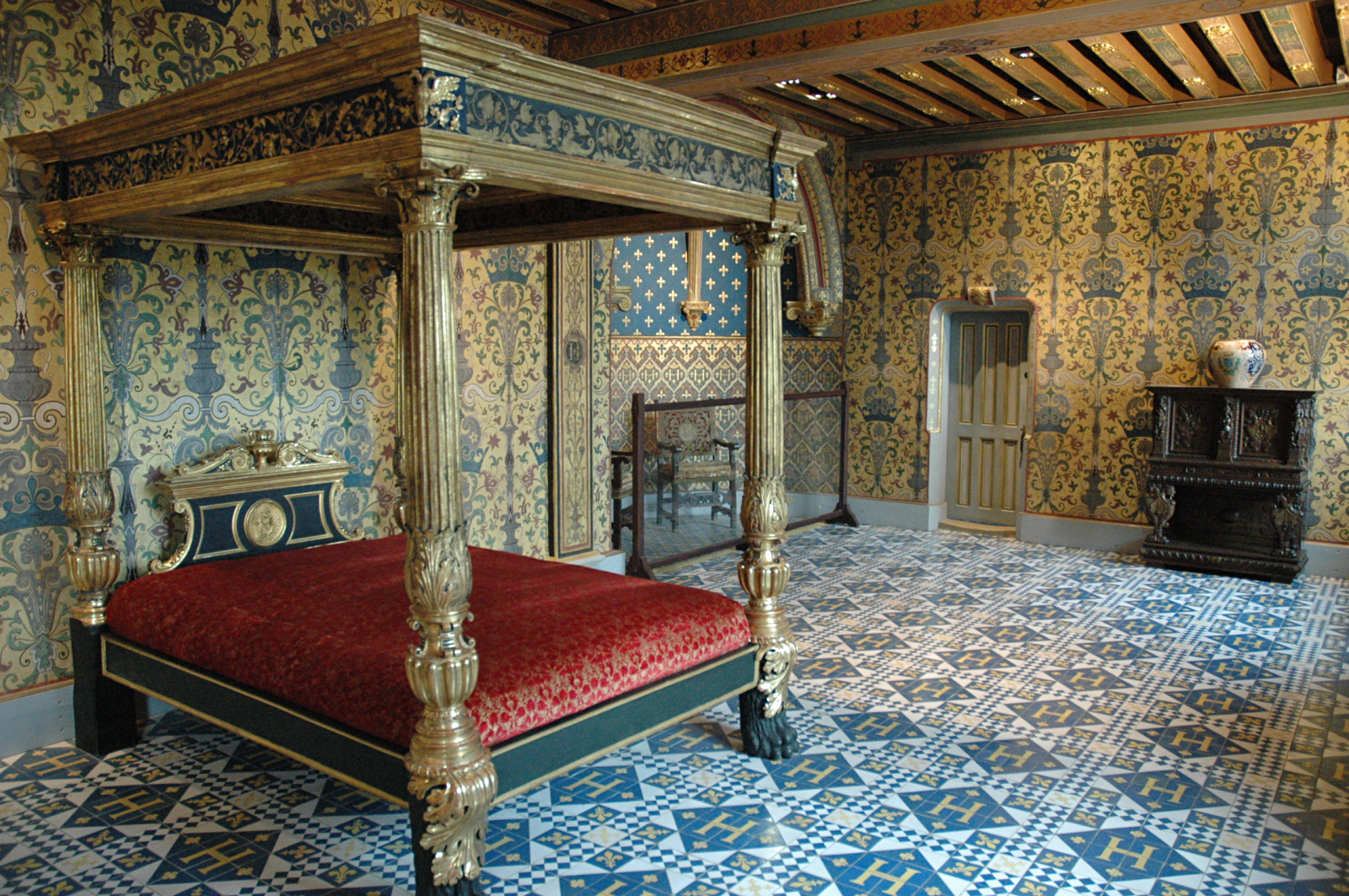
De slaapkamer van de koning

Volgens de legende zou in de koningskamer aan de voet van het bed de Hertog van Guise om het leven zijn gekomen nadat acht huurmoordenaars hem daar troffen. Om aan de koning te herinneren heeft Félix Duban het decor van de zaal uit vrije wil verrijkt met goud en het tussenkamertje versierd met lelies. De kamer is uitgerust met een enorm Italiaans bed, oorspronkelijk uit de 16e eeuw maar drie eeuwen later vernieuwd. Het bed is een geschilderd en verguld houtsnijwerk. Er bevindt zich tevens een Franse tweedelige kast in notenhout die dateert van het einde van de 16e eeuw.

#### Château-Renault-toren
De Château-Renault-toren bevindt zich in het verlengde van de Frans I-vleugel en domineert die met haar weergang en haar hoge dak. De gevel aan de tuinzijde is vergelijkbaar (houtbewerkte panelen, zuilen) maar met kleinere vensteropeningen. Sinds de restauratiewerkzaamheden in 2003 kan het publiek tijdens de zomermaanden een bezoek brengen aan de vleugel, die zicht geeft op de oude koninklijke tuinen met het paviljoen Anna van Bretagne en de wintertuin.

### Gaston van Orléans-vleugel

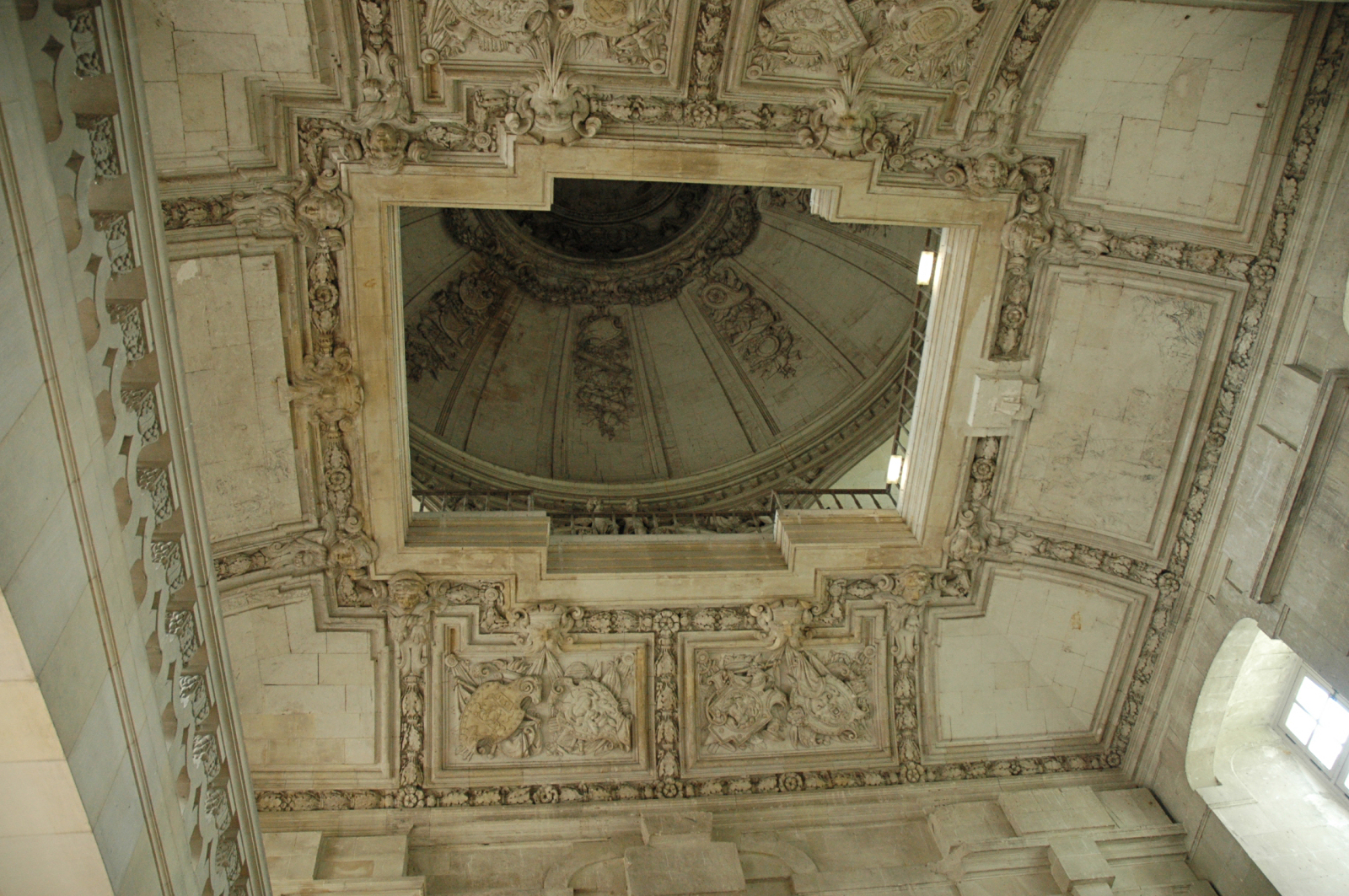
De trap van Gaston d'Orléans

De bouw van de Gaston van Orléans-vleugel werd toevertrouwd aan François Mansart tussen 1635 en 1638. In dat jaar werden de werken stilgelegd door het gebrek aan subsidies. De vleugel behoort tot de klassieke stijl. Deze vleugel, gelegen tegenover de Lodewijk XII-vleugel, vormt het hart van het hof en is gebouwd waar voorheen het Perche aux Bretons stond, het paviljoen van Maria de' Medici en tevens woning van Karel IX. De voorgevel bestaat uit drie galerijen boven elkaar, waarin zowel Dorische als Korinthische en Ionische zuilen zijn terug te vinden. Twee beelden sieren het centrale fronton: links Minerva, rechts Mars.
Het onafgewerkte uitzicht van de vleugel heeft al memorabele reacties uitgelokt. Omstreeks 1680 kon André Félibien de onvoltooidheid van het gebouw enkel betreuren. Gustave Flaubert trok in 1847 van leer tegen dit “gedrocht van een gebouw, getuigend van een sobere, armtierige smaak”. De prestigieuze trappenhal, overdekt door een samenvoeging van twee koepels, is ontworpen door François Mansart. Ze is versierd met allegorische figuren. De realisatie hiervan wordt toegeschreven aan Simon Guillain en Michel Anguier. Het gebouw is volledig opgetrokken volgens het model van de “Franse kap” (met mansardedak), dat in de 17e en 18e eeuw zijn opgang maakte. Een holle portiek verzacht het uitzicht van het centrale voorgebouw met haar gegroefde zuilen (waarvan er enkele onafgewerkt gebleven zijn nadat de werkzaamheden stopgezet werden). De Gaston van Orléans-vleugel herbergt een zaal die gewijd is aan de geschiedenis van het kasteel, evenals zalen voor tijdelijke tentoonstellingen en vergaderzalen. Tussen 1903 en 1914 bevond het Museum voor Natuurgeschiedenis van Blois zich er, voordat het verhuisde naar het voormalige bisschoppelijk paleis. Daar werd het ingehuldigd in 1922. Na de bombardementen tijdens de Tweede Wereldoorlog werden de museumstukken terug naar het kasteel gebracht, waar ze op de zolder van deze vleugel bewaard zouden worden tot in 1984. In dat jaar werd de gerestaureerde collectie overgebracht naar Les Jacobins te Blois, waar het museum heropende.